# Frithjof Gjermundsen
Frithjof Gjermundsen (14 aprile 1948) è un ex calciatore norvegese, di ruolo centrocampista.

## Carriera
Cresciuto nelle giovanili del Fredrikstad, con questa maglia ha giocato due finali valide per il Norgesmesterskapet G19, perse entrambe: nel 1964 contro l'Aalesund e nel 1965 contro il Viking.
Ha successivamente vestito la maglia della prima squadra, per cui ha avuto l'opportunità di giocare 4 partite nelle competizioni europee per club: la prima di queste è datata 13 settembre 1972, venendo schierato titolare nella sconfitta per 1-0 patita sul campo dell'Hajduk Spalato.
Nel 1981 è stato allenatore dell'Østsiden.